# ذا تشيتا جيرلز: وان ورلد
ذا تشيتا جيرلز: وان ورلد (بالإنجليزية: The Cheetah Girls One World)‏ هو فيلم تلفزيوني من إنتاج ديزني عام 2008. وهو من أنجح الأفلام التي عرضت على قناة ديزني على الإطلاق، الفيلم من بطولة أدريين بايلون وصابرينا براين وكيلي ويليامز ومن إخراج بول هوون

## الميزانية والإيرادات
بلغت تكلفة إنتاج الفيلم حوالي 25 مليون دولار.

## وصلات خارجية
- ذا تشيتا جيرلز: وان ورلد على موقع IMDb (الإنجليزية)
- ذا تشيتا جيرلز: وان ورلد على موقع روتن توميتوز (الإنجليزية)
- ذا تشيتا جيرلز: وان ورلد على موقع نتفليكس (الإنجليزية)
- ذا تشيتا جيرلز: وان ورلد على موقع ألو سيني (الفرنسية)
- ذا تشيتا جيرلز: وان ورلد على موقع أول موفي (الإنجليزية)
- ذا تشيتا جيرلز: وان ورلد على موقع فيلمافينيتي (الإسبانية)
- ذا تشيتا جيرلز: وان ورلد على موقع قاعدة بيانات الفيلم (الإنجليزية)
- ذا تشيتا جيرلز: وان ورلد على موقع ليتربوكسد (الإنجليزية)
- ذا تشيتا جيرلز: وان ورلد على موقع كينوبويسك (الروسية)